# Trofeo Ciudad de Zamora
El Trofeo Ciudad de Zamora es una competición deportiva organizada por el Zamora Club de Fútbol en la ciudad de Zamora.
Se inauguró en 1977 y a día de hoy se sigue disputando, siendo el vigente campeón el UD San Sebastián de los Reyes. Se celebra en la primera quincena de agosto, en el estadio Ruta de la Plata, donde juega sus partidos el Zamora CF. Existe otro torneo creado a partir de este pero en modalidad femenina.
El torneo solamente se ha interrumpido en las ediciones de 1987, que fue suspendido por una fuerte tormenta eléctrica, 2001, 2002 y 2018, siendo por tanto la edición de 2017 la última disputada hasta el momento.

## Palmarés
| Año  | Edición | Campeón                             | Resultado  | Subcampeón                       |
| ---- | ------- | ----------------------------------- | ---------- | -------------------------------- |
| 1977 | I       | Zalaegerszegi TE                    | 2-1        | Zamora CF                        |
| 1978 | II      | FK Radnički Niš                     | 4-1        | Zamora CF                        |
| 1979 | III     | Vasas SC                            | 1-0        | Zamora CF                        |
| 1980 | IV      | RCD Mallorca                        | 1-0        | Zamora CF                        |
| 1981 | V       | Vitória FC                          | *0-0       | Zamora CF                        |
| 1982 | VI      | RC Portuense                        | 2-0        | CF Palencia                      |
| 1983 | VII     | UD Salamanca                        | 3-0        | Zamora CF                        |
| 1984 | VIII    | CA Osasuna                          | *1-1       | Zamora CF                        |
| 1985 | IX      | Zamora CF                           | *1-1       | RC Celta de Vigo                 |
| 1986 | X       | Zamora CF                           | triangular | Real Sporting de Gijón GD Chaves |
| 1987 | XI      | suspendido climatología             | -          | -                                |
| 1988 | XII     | UD Salamanca                        | 3-0        | Zamora CF                        |
| 1989 | XIII    | Club de Gimnasia y Esgrima La Plata | *2-2       | Zamora CF                        |
| 1990 | XIV     | Real Valladolid                     | 1-0        | Zamora CF                        |
| 1991 | XV      | Real Madrid B                       | 2-0        | Zamora CF                        |
| 1992 | XVI     | Real Valladolid                     | 0-0 (pen)  | Zamora CF                        |
| 1993 | XVII    | CP Mérida                           | 1-0        | Zamora CF                        |
| 1994 | XVIII   | Zamora CF                           | 2-2 (pen)  | Sporting de Gijón                |
| 1995 | XIX     | CP Cacereño                         | triangular | Zamora CF Caudal Deportivo       |
| 1996 | XX      | UD Salamanca                        | triangular | Zamora CF CD Badajoz             |
| 1997 | XXI     | Real Sporting de Gijón              | 3-1        | Zamora CF                        |
| 1998 | XXII    | Zamora CF                           | 1-0        | Real Madrid B                    |
| 1999 | XXIII   | Real Valladolid                     | 3-1        | Zamora CF                        |
| 2000 | XXIV    | Zamora CF                           | 1-1 (pen)  | Real Valladolid                  |
| 2001 | XXV     | Zamora CF                           | 1-1 (pen)  | CD Numancia de Soria             |
| 2002 | -       | No celebrado                        | -          | -                                |
| 2003 | XXVI    | Real Valladolid                     | 1-1 (pen)  | Zamora CF                        |
| 2004 | XXVII   | Zamora CF                           | 2-0        | Real Madrid Castilla CF          |
| 2005 | XXVIII  | Zamora CF                           | 1-0        | Real Madrid Castilla CF          |
| 2006 | XXIX    | Zamora CF                           | 2-1        | UD Salamanca                     |
| 2007 | XXX     | Zamora CF                           | 3-1        | Real Valladolid                  |
| 2008 | XXXI    | RC Celta de Vigo                    | 3-0        | Zamora CF                        |
| 2009 | XXXII   | Real Madrid Castilla CF             | 2-0        | Zamora CF                        |
| 2010 | XXXIII  | Rayo Vallecano                      | 2-1        | Zamora CF                        |
| 2011 | -       | No celebrado                        | -          | -                                |
| 2012 | XXXIV   | CD Guadalajara                      | 2-0        | Zamora CF                        |
| 2013 | XXXV    | Zamora CF                           | 1-1 (pen)  | CF Fuenlabrada                   |
| 2014 | XXXVI   | Zamora CF                           | 0-0 (pen)  | Getafe Club de Fútbol "B"        |
| 2015 | XXXVII  | RC Celta de Vigo B                  | 1-1 (pen)  | Zamora CF                        |
| 2016 | XXXVIII | Burgos CF                           | 3-0        | Zamora CF                        |
| 2017 | XXXIX   | UD San Sebastián de los Reyes       | 1-0        | Zamora CF                        |

## Campeones
| Equipo                              | Trofeos | Ediciones                                                                     |
| ----------------------------------- | ------- | ----------------------------------------------------------------------------- |
| Zamora C. F.                        | 13      | 1984, 1986, 1994, 1998, 2000, 2001, 2004, 2005, 2006, 2007, 2009, 2013 y 2014 |
| Real Valladolid                     | 4       | 1990, 1992, 1999 y 2003                                                       |
| U. D. Salamanca                     | 3       | 1983, 1988 y 1996                                                             |
| Real Madrid Castilla*               | 2       | 1991 y 2009                                                                   |
| Zalaegerszegi TE                    | 1       | 1977                                                                          |
| FK Radnički Niš                     | 1       | 1978                                                                          |
| Vasas SC                            | 1       | 1979                                                                          |
| R. C. D. Mallorca                   | 1       | 1980                                                                          |
| Vitória Setúbal                     | 1       | 1981                                                                          |
| C. A. Osasuna                       | 1       | 1985                                                                          |
| Club de Gimnasia y Esgrima La Plata | 1       | 1989                                                                          |
| C. P. Mérida                        | 1       | 1993                                                                          |
| C. P. Cacereño                      | 1       | 1995                                                                          |
| Real Sporting de Gijón              | 1       | 1997                                                                          |
| Celta de Vigo                       | 1       | 2008                                                                          |
| Rayo Vallecano                      | 1       | 2010                                                                          |
| C. D. Guadalajara                   | 1       | 2012                                                                          |
| Celta de Vigo "B"                   | 1       | 2015                                                                          |
| Burgos C. F.                        | 1       | 2016                                                                          |
| U. D. San Sebastián de los Reyes    | 1       | 2017                                                                          |

(*) Un trofeo conseguido con el nombre de Real Madrid "B" y otro con el nombre de Real Madrid Castilla.